# Klovnske ribice
Klovnske ribice (znanstveno ime Amphiprioninae) so poddružina rib iz družine koralnic.
Živi v Indijskem oceanu, Pacifiku in Rdečem morju. Lahko so rumeni, oranžni, rdeči, zeleni, vijolični,modri in črnkasti. Večina ima bele proge. Največji lahko merijo 18cm  najmanjši pa 10cm, starost pa lahko večji dosežejo do 7 let, manjši pa do 3 leta. Hranijo se predvsem z majhnimi vretenčarji, ki bi lahko škodovali veternicam, drugače pa so vsejedci. Živijo v manjših skupinah. Ena skupina naseli eno veternico. Ko samica umre, samec spremeni spol in postane samica. 